# Scolelepis longirostris
Scolelepis longirostris är en ringmaskart som först beskrevs av Jean Louis Armand de Quatrefages de Bréau 1843.  Scolelepis longirostris ingår i släktet Scolelepis och familjen Spionidae. Inga underarter finns listade i Catalogue of Life.